# Antodice inscripta
Antodice inscripta là một loài bọ cánh cứng trong họ Cerambycidae.